# Ларин, Геннадий Матвеевич
Геннадий Матвеевич Ларин (1939—2009) — российский химик, доктор химических наук, профессор, лауреат Чугаевской премии (2000).

## Биография
Родился 07.06.1939.
Окончил Московский химико-технологический институт им. Д. И. Менделеева.
С 1962 г. в Институте общей и неорганической химии им. Н. С. Курнакова: аспирант, младший научный сотрудник, старший научный сотрудник, зав. лабораторией координационной химии переходных элементов.
В 1966 г. защитил кандидатскую диссертацию на тему «Сверхтонкая структура от лигандов в спектрах ЭПР внутрикомплексных соединений меди». В 1974 г. защитил докторскую диссертацию:
- Изучение методом ЭПР строения комплексных соединений переходных элементов : диссертация … доктора химических наук : 02.00.01. — Москва, 1974. — 318 с. : ил.

Премия им. Л. А. Чугаева РАН 2000 г. (вместе с В. Т. Калинниковым и Ю. В. Ракитиным) — за цикл работ «Электронное и геометрическое строение координационных соединений в модели углового перекрытия».
Заслуженный деятель науки РФ (28.12.2007).

## Сочинения
- Коган В. А., Зеленцов В. В., Ларин Г. М., В. В. Луков. Комплексы переходных металлов с гидразонами. Физико-химические свойства и строение. — М.: Наука, 1990. — 112 с.
- Интерпретация спектров ЭПР координационных соединений / Ю. В. Ракитин, Г. М. Ларин, В. В. Минин; Рос. АН, Ин-т общ. и неорган. химии им. Н. С. Курнакова, Кол. науч. центр, Ин-т химии и технологии редких элементов и минер. сырья. — М. : Наука, 1993. — 398,[1] с. : ил.; 22 см; ISBN 5-02-001570-9
- Ларин Г. М., Минин В. В., Шульгин В. Ф. «Обменные взаимодействия в биядерных комплексах меди(II) с ацилдигидразонами предельных дикарбоновых кислот», // Усп. хим., 77:5 (2008), 476—490; Russian Chem. Reviews, 77:5 (2008), 451—465